# Telefonní síť
Telefonní síť je telekomunikační síť, určená především pro telefonní hovory mezi dvěma nebo více účastníky.
Existují různé druhy telefonních sítí:
- Veřejná (komutovaná) telefonní síť (hovorově pevná telefonní síť), která slouží k poskytování telefonních služeb účastníkům z řad veřejnosti; umožňuje přenos mluvené řeči, ale i jiných forem komunikace, jako jsou faksimilní a datové přenosy mezi koncovými body sítě[1]. Telefony jsou účastnickým vedením propojeny s telefonní ústřednou (s výjimkou bezšňůrových telefonů, u nichž je s ústřednou propojena základní jednotka). Tento typ telefonní sítě se také označuje PSTN, z anglického Public switched telephone network.
- Mobilní telefonní síť využívá rádiové vlny pro připojení mobilního telefonu, takže jeho uživatel se může pohybovat po celé oblasti, která je pokryta signálem sítě.
- Soukromá (privátní) telefonní síť, ve která je skupina telefonních přístrojů připojena k pobočkové telefonní ústředně (anglicky Private branch exchange - PBX), pomocí které jsou obvykle připojeny i k veřejné telefonní síti. Toto řešení je často používané ve firmách a v call centrech.

Veřejní telefonní operátoři (PTO) vlastní a budují sítě prvního a druhého typu a poskytují služby veřejnosti na základě licence, kterou uděluje telekomunikační úřad určený vládou. Virtuální síťoví operátoři (VNO) si naopak pronajímají kapacity od PTO a telefonní služby pak prodávají veřejnosti přímo.